# Okręg wyborczy Märkisch-Oderland - Barnim II

Okręg wyborczy na mapie Brandenburgii

Bundestagswahlkreis Märkisch-Oderland – Barnim II – jeden z okręgów wyborczych w Brandenburgii w wyborach do Bundestagu (okręg wyborczy nr 60).

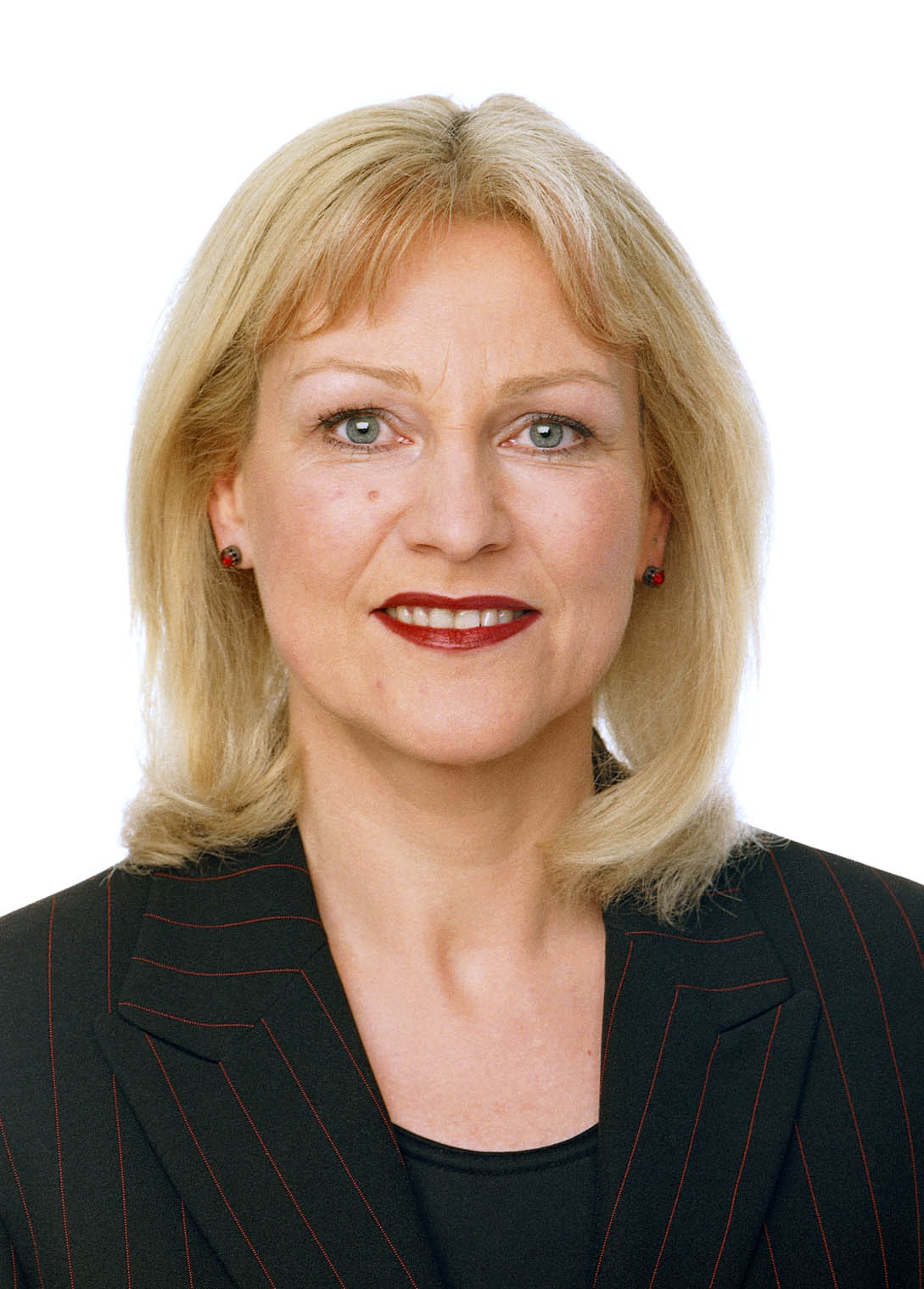
Dagmar Enkelmann

Okręg istnieje w takim kształcie od reformy w 2002, kiedy to zredukowano liczbę okręgów z Brandenburgii z 12 do 10. Obejmuje powiat Märkisch-Oderland i 5 gmin powiatu Barnim (Ahrensfelde, Bernau bei Berlin, Panketal, Wandlitz i Werneuchen).
W 2009 uprawnionych do głosowania w okręgu było 255.165 obywateli. Frekwencja wyniosła 68,1%.

## Dotychczasowi deputowani
| Rok  | Nazwisko         | Partia    | Głosy pierwsze w % |
| ---- | ---------------- | --------- | ------------------ |
| 2009 | Dagmar Enkelmann | Die Linke | 37,0               |
| 2005 | Petra Bierwirth  | SPD       | 35,4               |
| 2002 | Petra Bierwirth  | SPD       | 42,9               |